# Alexander Hume (1693-1765)
Alexander Hume (ca. 1693 – 15 september 1765) was een Brits koopvaarder, bestuurder en parlementslid. Als gouverneur van factorijen was hij een sleutelfiguur in de Oostendse Compagnie. Na de opheffing ervan maakte hij carrière in de East India Company.

## Leven
Alexander was een zoon van Robert Home of Hume, een Schot uit Berwickshire die zich in Tooley Street in het Londense Southwark had gevestigd. Hij bezat, beheerde en verzekerde Oost-Indiëvaarders voor de East India Company. Alexander en zijn jongere broer Abraham werkten voor de EIC, en ook John en David Hume waren familieleden in de zaak. 
Hume had veel contacten met Vlaanderen, leerde Frans, en verliet de EIC om in 1720 dienst te nemen als supercargo op De Stadt Weenen, uitgereed in Oostende door Arnold de Pret en Pierre-François Woelaert. Het was een in Engeland gekocht schip met een Engelse bemanning, onder het gezag van schipper John Harrisson met als Vlaamse kapitein Jacob Bulteel. Deze zeer winstgevende reis deed de nieuwe factorij in Cabelon aan en leverde een toezegging op om in Banquibazar een bijkomende handelspost op te richten. Begin 1723 vertrok Hume voor een nieuwe Oost-Indiëreis op de Keyser Carolus VI. Het doel bestond er mee in om de gemaakte belofte te concretiseren, wat ter plaatse moest gebeuren door Jacques-André Cobbé.
Cobbé gebruikte geweld en werd nog vóór hij de dood vond opzij geschoven. Hume, die genaturaliseerd was, werd zo in 1726 vanuit Antwerpen naar de Oost gestuurd om de eerste gouverneur te worden van Cabelon en Banquibazar. Bovenop zijn riante jaarloon van 6000 gulden, had hij recht op genereuze commissies. In juli 1727 bekwam hij de effectieve concessie van Banquibazar, wat mee door Engelse en Nederlandse tegenwerking jaren had aangesleept. Hij bouwde en organiseerde de factorij, en herstelde het vertrouwen van de lokale bevolking. Als quaker wenste hij geen kinderen onder de twaalf jaar aan het werk te zien.
Toen met enige vertraging het nieuws kwam dat de Oostendse Compagnie voor zeven jaar geen handel meer mocht drijven met India en China, ontwierp Hume een plan om Banquibazar in te schakelen in de intra-Aziatische handel. Ook hielp hij het verbod omzeilen door allerlei clandestiene operaties, handig gebruik makend van zeelui in Engelse of Nederlandse dienst die een handeltje voor eigen rekening wilden opzetten buiten de monopolies van hun chartermaatschappijen om. De regeringen in Brussel en Wenen wilden het gesloten verdrag echter naleven. Hume, die in conflict was geraakt met de nawab, liep in december 1730 over naar de Engelsen. 
Omdat zij hem zelf als een deserteur beschouwden, niettegenstaande zijn naturalisatie, zal hij vooraf hebben onderhandeld over zijn straf. Hij kwam ervanaf met een boete van £1500, wat aantoont hoezeer zijn bekwaamheid en ervaring op prijs werden gesteld. De gouverneur verliet Indië op een Frans schip en werd opgevolgd door François de Schonamille. Hume klom in 1737 op tot directeur van de East India Company, wat hij met onderbrekingen bleef tot 1748. Hij zetelde ook in het belangrijke Secret Committee. In 1739 kocht hij het landgoed Wormleybury. Voorts zetelde hij meer dan twintig jaar in het Britse Lagerhuis: eerst voor Southwark (1743-1754), dan voor Steyning (1754-1761), en ten slotte weer voor Southwark (1761-1765).

## Familie
Hij trouwde op 5 april 1733 met Mary Frederick en had met haar een dochter. Zijn nalatenschap liet hij aan zijn broer Abraham.

## Geschriften
- Memoirs for the trade from Bengal to several ports in India, 1729 (Stadsarchief Antwerpen, GIC 5922, Varia I)

## Voetnoten
1. ↑  Wanner 2009, p. 107
2. ↑  Wanner 2009, p. 111